# Делрон Феликс
Делрон Феликс (енгл. Delron Felix; 20. октобар 2000) гренадски је пливач чија ужа специјалност су трке слободним и леђним стилом. 

## Спортска каријера
Феликс је са наступима на међународној сцени започео још као јуниор, а прво веће такмичење на коме је учествовао је било првенство карипских земаља 2016. у Насауу. Као јуниор је учествовао и на Олимпијским играма младих у Буенос Ајресу 2018, али без неких запаженијих резултата. 
На светским првенствима је дебитовао у Хангџоуу 2018, на светском првенству у малим базенима, где је успео да постави нови национални рекорд у трци на 100 метара слободним стилом (заузео 70. место).  
Први наступ на светским првенствима у великим базенима је имао у корејском Квангџуу 2019, где је наступио у две квалификационе трке. Трку на 50 леђно завршио је на 58. месту, док је у трци на 100 слободно био на 85. месту. 
Пливао је и на Панамеричким играма 2019. у Лими.